# Małyje Czany
Małyje Czany (ros. Малые Чаны) – jezioro w azjatyckiej części Rosji, znajdujące się na terenie obwodu nowosybirskiego i niziny barabińskiej.

## Charakterystyka
Jezioro Małyje Czany położone jest w obwodzie nowosybirskim, na terenie dwóch rejonów: zdwińskiego i kupińskiego. Zajmuje łączną powierzchnię 200 kilometrów kwadratowych, a jego średnia głębokość wynosi 1,4 metra. Liczy 22 kilometry długości i 12 kilometrów szerokości, a jego mineralizacja wynosi 0,8 g/dm³. Do jeziora Małyje Czany uchodzi rzeka Czułym. Dysponuje ono także połączeniem ze znacznie większym i bardziej zasolonym jeziorem Czany. 
Jezioro Małyje Czany jest jednym z głównych terenów rekreacyjnych i wypoczynkowych w tej części obwodu nowosybirskiego. Jezioro jest także bardzo ważnym centrum regionalnego rybołówstwa. Nad jego południowymi brzegami znajduje się także jeden z obwodowych rezerwatów przyrody. Jest ono także postojem w migracjach różnych gatunków ptaków, a jeden z półwyspów o powierzchni 5,16 kilometrów kwadratowych jest strefą chronioną. Jest ona zamieszkiwana przez 20 gatunków zwierząt i roślin wyszczególnionych w Czerwonej Księdze Federacji Rosyjskiej. W 2005 roku nad brzegami jeziora zanotowano występowanie ptasiej grypy.